# Februarstrejken (Holland)
Februar-strejken (hollandsk: februaristaking) var en generalstrejke i det tysk-besatte Holland i 1941, under 2. verdenskrig, arrangeret af det daværende forbudte kommunistiske parti i Holland til forsvar for forfulgte hollandske jøder og mod de antijødiske foranstaltninger og nazisternes aktiviteter generelt.
De direkte årsager var en række arrestationer og pogromer, som blev gennemført af tyskerne i det jødiske kvarter i Amsterdam, Jodenbuurt. Strejken startede den 25. februar 1941 og varede i to dage; den 26. februar deltog 300.000 mennesker i strejken. Strejken blev hårdt undertrykt af tyskerne efter tre dage.
Strejken i februar 1941 betragtes som den første offentlige protest mod nazisterne i det besatte Europa, og den eneste masseprotest mod deportation af jøder, der organiseredes af ikke-jøder.

## Baggrund
Holland overgav sig til Nazi-Tyskland i maj 1940, og de første anti-jødiske foranstaltninger (spærring af jøder fra luftangrebforsvaret) begyndte i juni 1940. Disse kulminerede i november 1940 med fjernelse af alle jøder fra offentlige stillinger, inklusive universiteter, som førte direkte til studerendes protester i Leiden og andre steder. På samme tid var der en stigende følelse af uro blandt arbejdere i Amsterdam, især arbejderne på værfterne i Amsterdam-Noord, som blev truet med tvangsarbejde i Tyskland.

## Årsag
Efterhånden, som spændingerne steg, var den hollandske pro-nazistiske bevægelse NSB og dens gadehær, WA ("Weerbaarheidsafdeling" - forsvarssektion) involveret i en række provokationer i jødiske kvarterer i Amsterdam. Dette førte til sidst til en række gadekampe mellem WA og jødiske selvforsvarsgrupper og deres tilhængere, der kulminerede i et slået slag den 11. februar 1941 på Waterlooplein, hvor WA-medlem Hendrik Koot blev hårdt såret. Han døde af sine skader den 14. februar 1941.
Den 12. februar 1941 omkransede tyske soldater, hjulpet af hollandske politi, det gamle jødiske kvarter og afskar det fra resten af byen ved at sætte pigtråd, åbne broer og etablering af kontrolposter for politiet. Kvarter var nu forbudt område for ikke-jøder.
Den 19. februar stormede det tyske Grüne Polizei ind i Koco-issalonen i Van Woustraat. I den kamp, der fulgte, blev flere politifolk såret. Hævn for denne og andre kampe kom i weekenden den 22.-23. Februar, hvor tyskerne foretog en storstilet pogrom. 425 jødiske mænd i alderen 20-35 år blev taget som gidsler og fængslet i Kamp Schoorl og til sidst sendt til koncentrationslejrene Buchenwald og Mauthausen, hvor de fleste af dem døde i løbet af året. Ud af 425 overlevede kun to.

## Strejken
Efter denne pogrom den 24. februar blev der afholdt et friluftsmøde på Noordermarkt for at organisere en strejke for at protestere mod pogromet samt tvangsarbejdet i Tyskland. Nederlandenes kommunistiske parti, der blev gjort ulovligt af tyskerne, trykte og spredte en opfordring til strejke i hele byen næste morgen. De første, der strejkede, var byens sporvognsførere, efterfulgt af andre bytjenester såvel som virksomheder som De Bijenkorf og skoler. Til sidst deltog 300.000 mennesker i strejken, hvilket bragte en stor del af byen til standsning og overraskede tyskerne. Selvom tyskerne straks traf foranstaltninger for at undertrykke strejken, der var vokset spontant, da andre arbejdere fulgte sporvognsførernes eksempel, spredte den sig stadig til andre områder, herunder Zaanstad, Kennemerland i vest, Bussum, Hilversum og Utrecht i øst og syd. Strejken varede ikke længe. Den 27. februar var meget af den blevet undertrykt af det tyske politi. Selv om strejken i sidste ende ikke fik noget resultat, var den vigtig, da det var den første og eneste direkte handling mod nazisternes behandling af jøder i Europa.
Den følgende strejke var studenterstrejker i november 1941, og derefter blev de store strejker fra april til maj i 1943, der indledte en periode med væbnet skjult modstand på nationalt plan.
I resten af det nazi-besatte Europa gennemførtes strejker af grækerne i april 1942, danskerne startede sommeren 1943, luxemburgere i august 1942, belgiere i maj 1941, nordmændene i september 1941, og de nordfranske minearbejdere i maj–juni 1941 gik også i strejke, men ingen af dem så tidligt som den hollandske strejke i februar 1941, og det bemærkes, at februarstrejken i Amsterdam var den eneste strejke mod den måde, jøder blev behandlet af tyskerne i det nazi-besatte Europa.

## Mindesmærke
Strejken mindes hvert år den 25. februar med en march forbi De Dokwerker, mindesmærket for strejken i 1951 og først afsløret i december 1952. Denne statue blev lavet af den hollandske billedhugger Mari Andriessen. Alle politiske partier såvel som byens offentlige transportmyndigheder og organisationer for Holocaust-overlevende deltager i erindringen. Selvom tre kommunistiske arrangører blev skudt ihjel efter strejken og 12 kommunistiske arrangører blev sendt til fængsler i Tyskland, blev kommunisterne under den kolde krig tvunget til at mindes strejken adskilt fra andre politiske grupper. I mange år efter krigen benægtede nederlandske embedsmænd offentligt kommunisternes bidrag til strejken.